# Knowsley Hall
Knowsley Hall é uma mansão senhorial situada perto de Liverpool, no Burgo Metropolitano de Knowsley, Merseyside, Inglaterra. É a residência ancestral da família Stanley, os Condes de Derby. O palácio está rodeado por 2.500 acres (10 km2) de parque, onde se encontra o Knowsley Safari Park. Desde 1953, está classificado como um edifício listado de Grau II*.

## História
Originalmente, Knowsley era um pavilhão de caça medieval pertencente à propriedade de Lathom House. Foi herdado pelo 10.º Conde em 1702, que transformou o pavilhão numa grande residência. Uma leitaria (posteriormente demolida) foi desenhada por Robert Adam entre 1776 e 1777. O palácio foi adornado com ameias góticas e ampliado por volta de 1820, segundo projetos de John Foster, William Burn (que desenhou uma casa de barcos e pontes no parque) e outros arquitetos. No início do século XX, foi remodelado por W. H. Romaine-Walker para o 17.º Conde. Após a Segunda Guerra Mundial, os edifícios foram significativamente reduzidos por Claud Phillimore e deixaram de ser habitados pela família. No parque foi construída uma residência familiar menor, mas ainda substancial.

## Condes de Derby
Thomas Stanley recebeu o título de Conde de Derby em 1485 de Henrique VII como recompensa pelo seu apoio na Batalha de Bosworth Field, que levou à ascensão de Henrique ao trono. O título foi derivado do Hundred de West Derby, uma divisão do condado de Lancashire no sul da região (e não da cidade de Derby). Em 1495, Thomas recebeu Henrique VII em Lathom House e em Knowsley, que na época ainda era apenas um pavilhão de caça.  
Thomas, o 2º Conde, lutou ao lado de Henrique VIII na Batalha dos Esporões em 1513. Ferdinando, o 5.º Conde, era poeta e patrono de escritores, incluindo William Shakespeare. Ocupou o título de Conde por apenas um ano antes de falecer devido a envenenamento por arsénico.
James, o 7.º Conde, envolveu-se na Guerra Civil, apoiando os monárquicos e Carlos I. A sua esposa, Charlotte, resistiu a um cerco em Lathom Hall durante dez semanas em 1644. James combateu ao lado de Carlos I na Batalha de Worcester, foi capturado e executado em Bolton. Ficou conhecido como o "Conde Mártir".  
A grande reconstrução de Knowsley no início do século XVIII foi realizada por James, o 10.º Conde, que se tornou rico através do casamento. Edward, o 12.º Conde, era um entusiasta das corridas de cavalos e fundou as corridas Derby e Oaks. Criou a Sala de Jantar de Estado para a visita de Jorge IV em 1820-21.  
Nos terrenos de Knowsley, manteve um menagerie com 94 espécies de mamíferos e 318 espécies de aves, muitas raras e valiosas.
Edward, o 14.º Conde, foi político e ocupou o cargo de Primeiro-Ministro três vezes. Foi responsável por conduzir o Ato de Abolição da Escravatura no Parlamento e, no seu terceiro mandato, foi aprovada a Segunda Lei da Reforma Eleitoral.
A tradição política foi continuada por Frederick, o 16.º Conde, que se tornou Secretário de Estado para o Comércio e, mais tarde, foi nomeado Governador-geral do Canadá. Durante o seu mandato, ofereceu a Taça Stanley, o principal troféu de hóquei no gelo do país.
Também político, Edward George Villiers, o 17.º Conde, foi Secretário de Estado da Guerra durante dois períodos, primeiro na Primeira Guerra Mundial e depois de 1922 a 1924. Entre esses períodos, foi Embaixador em França.  
Edward John, o 18.º Conde, recebeu a Military Cross na Segunda Guerra Mundial e, após a guerra, reduziu o palácio para um tamanho mais prático. Fundou o Knowsley Safari Park em 1971.
A restauração do palácio tem sido continuada por Edward Richard William, o 19.º e atual Conde e sua esposa, Caroline Emma Neville, filha do 10.º Lord Braybrooke.

## Arquitetura

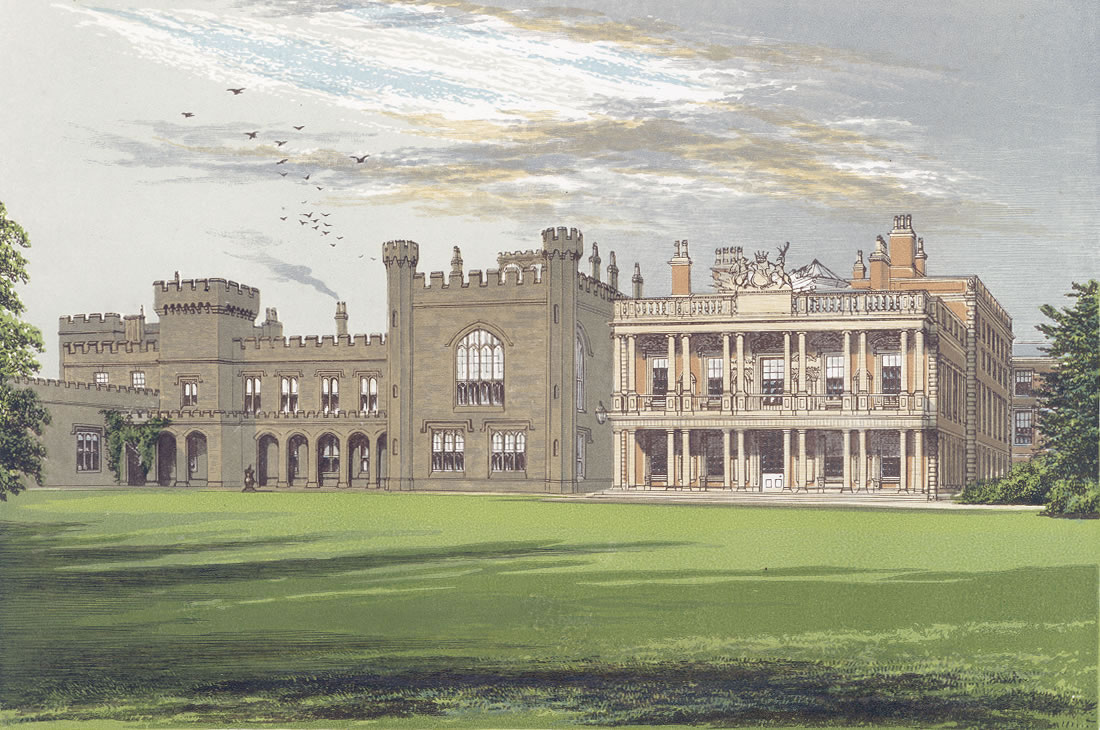
A fachada sul de Knowsley Hall cerca de 1880, mostrando a ala sul de estilo Gótico Revivalista à esquerda e a loggia no final da ala leste à direita.

### Exterior
A casa é composta por uma ala longa orientada no sentido norte-sul, datada originalmente do período entre 1720 e 1737 (a ala leste), e uma ala sul disposta perpendicularmente a oeste, cuja origem remonta aproximadamente a 1495. Na extremidade ocidental desta ala encontra-se uma estrutura independente, a Torre Dynamo. A ala leste apresenta um estilo georgiano, construída em tijolo vermelho com detalhes em pedra. A ala sul e a Torre Dynamo foram edificadas em ashlar de arenito vermelho. A parte mais antiga da ala sul é conhecida como o Alojamento Real. No seu lado norte, voltado para o pátio, encontram-se duas torres redondas torreões com telhados cónicos. Esta fachada possui nove vãos, com altas janelas de guilhotina divididas em grupos de três pelas torres.
O lado oeste da ala leste, voltado para o pátio, tem um total de 19 vãos, com sete vãos na secção central e seis vãos de cada lado. É constituído por dois pisos sobre um rés-do-chão elevado, com um piso adicional na secção central. Sobre esta secção encontra-se um frontão, no topo do qual está esculpida a águia com a criança, o emblema da família Stanley. A fachada leste da ala leste é particularmente extensa. Na extremidade norte, apresenta quatro vãos distribuídos por dois pisos; ao centro, nove vãos em dois pisos e meio; e na extremidade sul, 16 vãos também em dois pisos e meio, mas com um piso inferior, uma vez que o terreno desce em direção ao sul. Na extremidade sul da ala leste encontra-se um elegante pórtico ou loggia de dois pisos e cinco vãos, com colunas dóricas emparelhadas no piso inferior e colunas jónicas caneladas no piso superior. A ala leste recua então seis vãos voltados para oeste até se unir à ala sul.

### Interior
Esta secção descreve sobretudo as divisões habitualmente abertas ao público. O Hall de Entrada é revestido com painéis de carvalho esculpido e decorado com pinturas do início do século XVIII representando a casa e o parque. A Grande Escadaria alberga uma coleção de pinturas a óleo sobre couro. A Sala da Manhã é uma divisão luminosa, utilizada pela família, com vista para os jardins e o parque. A Sala de Pequeno-Almoço apresenta painéis azul-claro com pinturas, incluindo um retrato de Charlotte, esposa do 7.º Conde.  
A Sala de Estar em Nogueira contém vários retratos, incluindo um da segunda esposa do 12.º Conde, a atriz Elizabeth Farren. A biblioteca alberga uma coleção de livros sobre história natural reunida pelo 13.º Conde. A Sala de Estuque, decorada ao estilo Rococó, foi criada no século XVIII para ligar o Alojamento Real ao resto da casa e é atualmente utilizada como salão de baile, possuindo um chão suspenso.  
A Sala de Jantar de Estado está decorada com retratos de membros da família. A divisão foi concebida por Foster para se assemelhar a um grande salão, com portas de aproximadamente 30 feet (9 m) de altura, e contém duas lareiras de estilo gótico e um lustre de bronze dourado. Foi remodelada em 1890, altura em que lhe foi acrescentada uma janela de sacada, um lambril esculpido e um teto constituído por uma grande claraboia retangular sustentada por suportes e envidraçada em todo o seu perímetro. Atualmente, o salão mede 53 by 37 feet (16 by 11 m) e tem uma altura de 50 feet (15 m).

### Parque
O parque cobre uma área de aproximadamente 10 km², sendo delimitado por um muro de pedra com cerca de 15km de extensão. Foi registado pela English Heritage com a classificação de Grau II. A sua paisagem foi desenhada na década de 1770 por "Capability" Brown, que criou um lago de 0,25 km² para alimentar os jardins aquáticos em redor da casa.
A secção sudeste do parque foi transformada num parque de safaris em 1971. A leste e a nordeste da casa encontra-se uma sucessão de lagos: White Man's Dam, Octagon Pond e Home Pond. O Octagon foi construído como pavilhão de verão em 1755 e projetado por Robert Adam.
O parque contém várias construções, incluindo a Nova Casa, edificada para o 18.º Conde e sua família por Phillimore em 1963, ao estilo Neo-Georgiano; os estábulos a norte da casa, desenhados por William Burn na década de 1840; a casa de barcos de 1837, também da autoria de Burn; o Nest; a Quinta Principal e várias portarias.
O parque alberga ainda o ponto mais alto da Autoridade Unitária de Knowsley, a 100 metros acima do nível do mar, situado em SJ 456 943.

## Utilização atual
Para além do Parque de Safaris, que constitui uma atração turística, a casa e os seus terrenos são utilizados para diversos fins. O edifício pode ser reservado para conferências e eventos corporativos, bem como para eventos privados. Está licenciado para a realização de casamentos. Realizam-se ainda eventos nos terrenos para angariação de fundos destinados a instituições de solidariedade locais.